# Serra de Miramar
La serra de Miramar és com es coneix popularment el massís format per les serres de les Guixeres, Carbonària i de Jordà. Es tracta d'una cadena muntanyosa que marca el límit físic entre les comarques de l'Alt Camp, al sud, i la Conca de Barberà, al nord. Està distribuït entre els municipis de Cabra del Camp, el Pla de Santa Maria, Figuerola del Camp i Valls, a l'Alt Camp, i de Montblanc i Barberà de la Conca, a la Conca de Barberà. El nom de "Miramar" prové del llogaret de Miramar, que pertany a Figuerola, situat al vessant est de la serra.

## Geologia

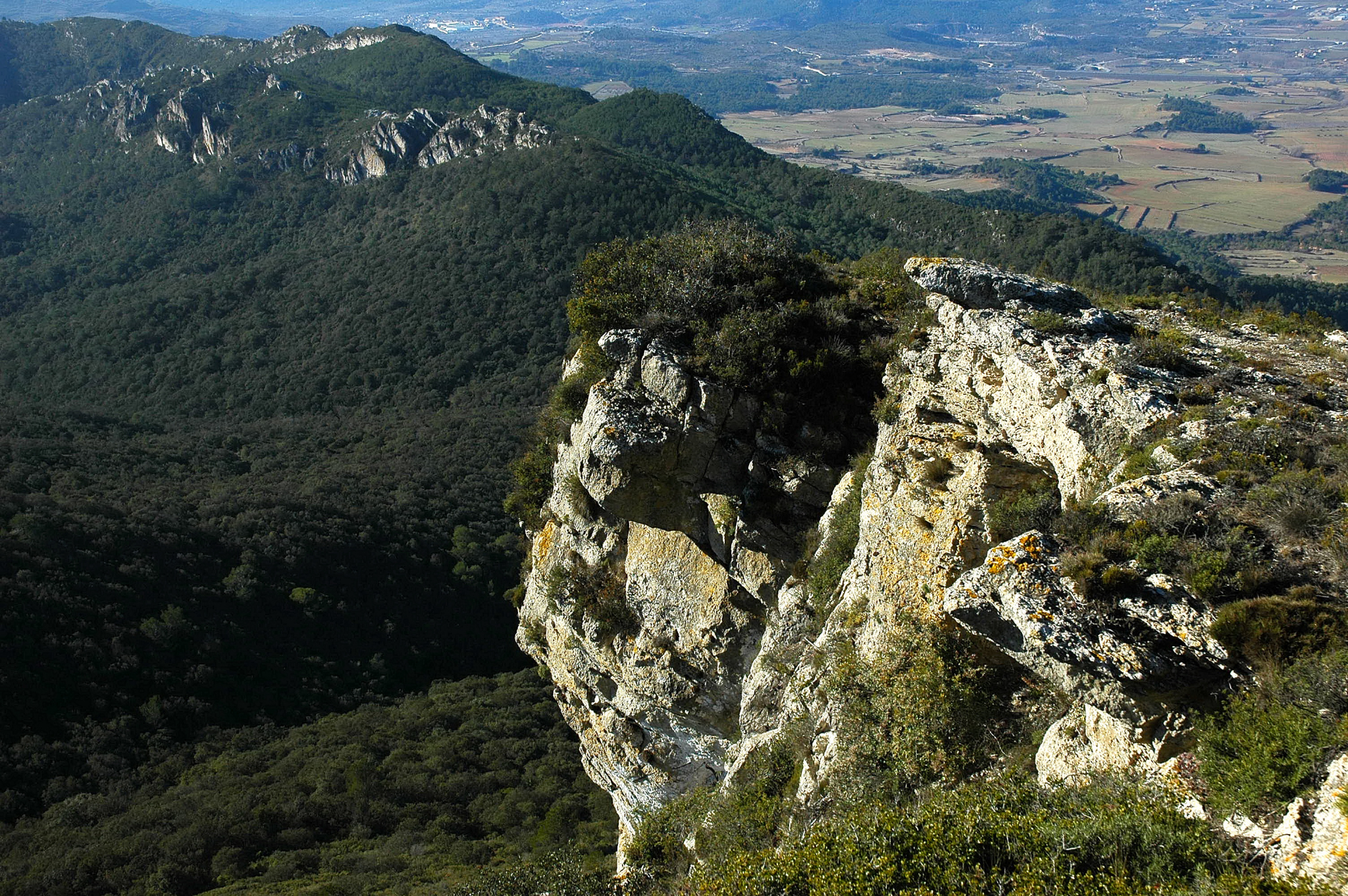
Vista de la serra

La serra de Miramar és un conjunt tabular, enlairat per sobre dels materials paleozoics. Es tracta d'un relleu calcari diferenciat que pertany a la Serralada Prelitoral Catalana d'uns 13 km de longitud en direcció NE-SW, situada entre el riu Francolí i el coll de Cabra, que la separen, respectivament, de les Muntanyes de Prades al SW, i de la serra Voltorera, al NE.
Entre les seves elevacions destaquen el Tossal Gros (867 m), la Cogulla (786 m) i el Tossal de la Somerota (766 m).

## Clima
Aquestes muntanyes creen una pantalla orogràfica que dificulta l'entrada de l'aire procedent de l'interior. Només entra per alguns portells com el coll de Cabra i l'estret de la Riba. D'altra banda, l'alçada modifica notablement el comportament dels principals elements climàtics.
Les masses d'aire procedents de la Mediterrània tenen més força que les de l'Atlàntic en aquesta part de Catalunya; per tant, les borrasques d'aquesta última procedència provoquen pluges més intenses, que a vegades presenten un caràcter catastròfic. Els aiguats es produeixen de manera periòdica. Aquestes muntanyes fan de barrera a les masses humides del mediterrani cap a l'interior, de manera que afecten a les precipitacions de la Conca de Barberà, i atemperen la influència de la Mediterrània.
Les precipitacions són mal repartides al llarg de l'any: són més abundants a la tardor i la primavera i són escasses a l'estiu. El mes de juliol registra els mínims anuals, amb percentatges que representen únicament entre el 3-4% dels totals anuals com a mitjana.

## Rius i aigües
De la Serra de Miramar neixen diversos torrents i rieres de curs irregular que nodreixen la conca hidrogràfica del Francolí.
Alguns dels més significatius són la rasa de les Aligueres, el torrent dels Masos al vessant sud, i la rasa de Sant Miquel, rasa de Toni i la rasa de l'Hortènsia al vessant septentrional.
L'estret de la Riba, un congost format pels rius Francolí i Brugent, separa la serra de les muntanyes de Prades.

## Vegetació i ecologia
El Tossal Gros conté una zona PEIN perquè el seu paisatge vegetal constitueix una mostra típica de les comunitats secundàries i permanents del país de l'alzinar litoral, com els garrigars, les màquies i les brolles. També presenta una elevada diversitat faunística caracteritzada per l'ornitofauna i per la presència d'alguns rèptils de gran interès com la bívia o lludrió (Chalcides bedriagai). La zona PEIN, que té 177,71 ha de superfície, es troba repartida entre els municipis de Figuerola del Camp, Montblanc i Barberà de la Conca.

## Turisme i lleure

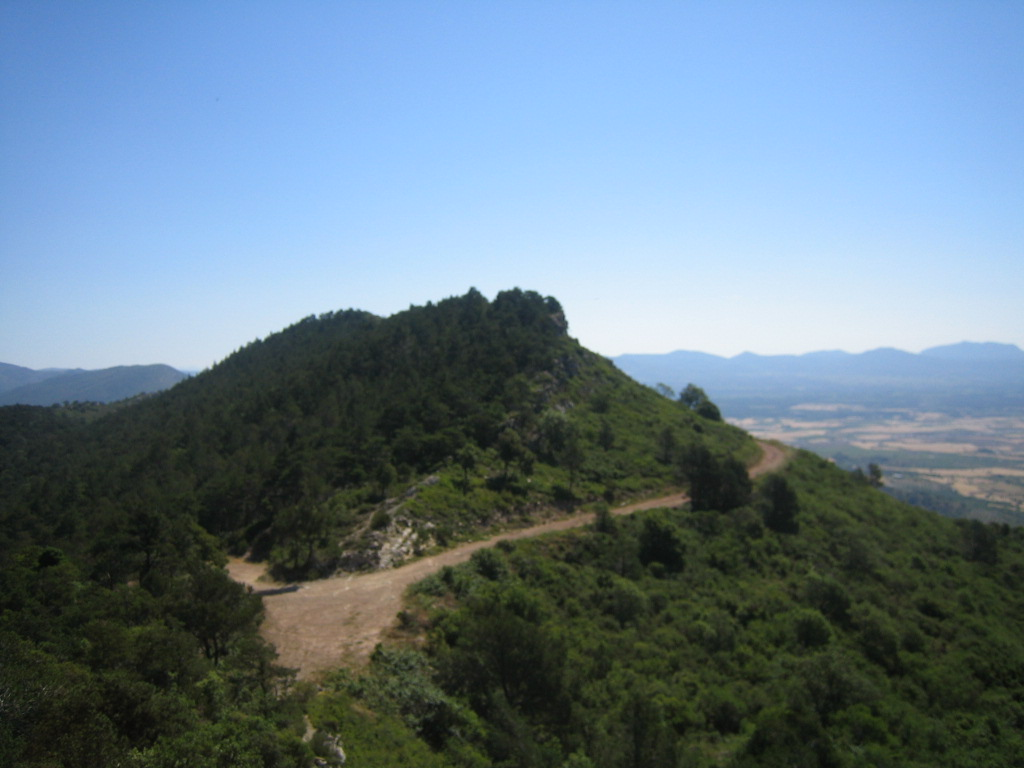
Vista del Coll de Prenafeta, pas del GR 175

En aquesta zona, que forma part de la Ruta del Cister, hi ha molts indrets d'interès. Un d'ells és la visita a la zona on se situava l'antic poble de Prenafeta amb les ruïnes del castell i les restes d'una petita església del segle xiii que encara està dempeus. Al peu de la serra i al costat de la carretera N-240 també hi trobem la pedania de Lilla.
El GR 175 travessa la serra en l'etapa que uneix els monestirs de Santes Creus i Poblet.
Entre els esports que s'hi poden practicar destaquem el senderisme; hi trobem diverses etapes del GR 175 i del GR 7, a més de diverses excursions com ara l'ascensió al Tossal Gros.
També destaquem les pistes ciclables per a la pràctica de Bicicleta de muntanya o BTT, com són el mateix GR 175, que ascendeix la serra pel Coll de Prenafeta seguint el GR 7, i altres recorreguts com l'ascensió al Tossal Gros o recorreguts integrals per la serra.